# Premio Kalinga
El Premio Kalinga para la Divulgación de la Ciencia es un reconocimiento otorgado por la Unesco para una labor excepcional en el campo de la divulgación científica. Fue creado en 1952, después de una donación de Biju Patnaik, Presidente Fundador de la Fundación Kalinga en India.
El que recibe este premio tiene que demostrar -a través de una brillante carrera como escritor, editor, conferencista, productor de películas, director o presentador de programas de radio y televisión,- su talento explicando la ciencia y la tecnología al público en general. 
El laureado tiene que haber trabajado para enfatizar la importancia internacional de la ciencia y la tecnología y la contribución de ambas al mejoramiento del bien común, enriquecimiento de la vida cultural de los pueblos y solución de los problemas de la humanidad. Muchos ganadores del premio en el pasado habían sido científicos, pero otras tantas veces han sido periodistas, educadores o escritores.
Cada estado miembro tiene permitido presentar un solo candidato, a través de su Comisión Nacional respectiva para la Unesco, basándose en lo que recomienden las asociaciones nacionales para el avance de la ciencia u otras agrupaciones científicas, así como asociaciones nacionales de escritores o periodistas científicos. No se aceptan postulaciones hechas por individuos particulares.
EL ganador del premio es designado por el director general de la Unesco según lo recomendado por un jurado de cuatro miembros designado por él mismo. Tres miembros del jurado, de diferentes partes del mundo, son nombrados buscando una distribución geográfica equilibrada y un cuarto es recomendado por la Fundación Kalinga.
El premio Kalinga es otorgado durante la celebración del día mundial de la ciencia en los años impares y en Nueva Delhi, India, en los años pares. Según los términos del premio, el galardonado recibe diez mil libras esterlinas y una Medalla de Plata Albert Einstein de la Unesco. El ganador recibe también la titularidad de la cátedra Ruchi Ram Sahni, creada en 2001 por el gobierno de la India para conmemorar el 50 aniversario del premio Kalinga. Como titular de la cátedra Ruchi Ram Sahni, el galardonado viaja a la India por un periodo de dos a cuatro semanas como huésped del gobierno. La cátedra también implica honorarios por 2,000 dólares estadounidenses. En los años en los que la ceremonia de premiación tiene lugar durante la celebración del Día Mundial de la Ciencia, el ganador, viaja a la ciudad donde se celebre dicho día como huésped de la Unesco; en los años en que es otorgado en Nueva Delhi, es invitado como huésped de la Fundación Kalinga a dar una breve serie de conferencias en varias ciudades de la India. Por esta razón, es conveniente que el galardonado tenga un buen nivel de inglés.
El premio Kalinga para la divulgación de la ciencia es administrado por la división de análisis y política de la ciencia de la Unesco.

## Ganadores del Premio Kalinga
| Año       | Nombre                            | País             |
| --------- | --------------------------------- | ---------------- |
| 1952      | Louis de Broglie                  | Francia          |
| 1953      | Julian Huxley                     | Reino Unido      |
| 1954      | Waldemar Kaempffert               | Estados Unidos   |
| 1955      | Augusto Pi Sunyer                 | Venezuela        |
| 1956      | George Gamow                      | Estados Unidos   |
| 1957      | Bertrand Russell                  | Reino Unido      |
| 1958      | Karl von Frisch                   | Alemania Federal |
| 1959      | Jean Rostand                      | Francia          |
| 1960      | Ritchie Calder                    | Reino Unido      |
| 1961      | Arthur C. Clarke                  | Reino Unido      |
| 1962      | Gerald Piel                       | Estados Unidos   |
| 1963      | Jagjit Singh                      | India            |
| 1964      | Warren Weaver                     | Estados Unidos   |
| 1965      | Eugene Rabinovitch                | Estados Unidos   |
| 1966      | Paul Couderc                      | Francia          |
| 1967      | Fred Hoyle                        | Reino Unido      |
| 1968      | Gavin de Beer                     | Reino Unido      |
| 1969      | Konrad Lorenz                     | Austria          |
| 1970      | Margaret Mead                     | Estados Unidos   |
| 1971      | Pierre Augier                     | Francia          |
| 1972      | Philip H. Abelson                 | Estados Unidos   |
| 1972      | Nigel Calder                      | Reino Unido      |
| 1973      | vacante                           | vacante          |
| 1974      | José Reis                         | Brasil           |
| 1974      | Luis Estrada Martínez             | México           |
| 1975      | vacante                           | vacante          |
| 1976      | George Porter                     | Reino Unido      |
| 1976      | Alexander Oparin                  | URSS             |
| 1977      | Fernand Seguin                    | Canadá           |
| 1978      | Hoimar von Ditfurth               | Alemania Federal |
| 1979      | Sergei Kapitza                    | URSS             |
| 1980      | Arístides Bastidas                | Venezuela        |
| 1981      | David Attenborough                | Reino Unido      |
| 1981      | Dennis Flanagan                   | Estados Unidos   |
| 1982      | Oswaldo Frota-Pessoa              | Brasil           |
| 1983      | Abdullah Al Muti Sharafuddin      | Bangladés        |
| 1984      | Yves Coppens                      | Francia          |
| 1984      | Igor Petryanov                    | URSS             |
| 1985      | Peter Medawar                     | Reino Unido      |
| 1986      | Nicolai G. Basov                  | URSS             |
| 1986      | David Suzuki                      | Canadá           |
| 1987      | Marcel Roche                      | Venezuela        |
| 1988      | Björn Kurtén                      | Finlandia        |
| 1989      | Saad Ahmed Shabaan                | Egipto           |
| 1990      | Misbah-Ud-Din Shami               | Pakistán         |
| 1991      | Radu Iftimovici                   | Rumania          |
| 1991      | Narender K. Sehgal                | India            |
| 1992      | Jorge Flores Valdés               | México           |
| 1992      | Peter Okebukola                   | Nigeria          |
| 1993      | Piero Angela                      | Italia           |
| 1994      | Nikolai N. Drozdov                | Rusia            |
| 1995      | Julieta Fierro Gossman            | México           |
| 1996      | Jiří Grygar                       | República Checa  |
| 1996      | Jayant V. Narlikar                | India            |
| 1997      | Dorairajan Balasubramanian        | India            |
| 1998      | Regina Paz Lopez                  | Filipinas        |
| 1998      | Ennio Candotti                    | Brasil           |
| 1999      | Marian Addy                       | Ghana            |
| 1999      | Emil Gabrielian                   | Armenia          |
| 2000      | Ernst W. Hamburger                | Brasil           |
| 2001      | Stefano Fantoni                   | Italia           |
| 2002      | Marisela Salvatierra              | Venezuela        |
| 2003      | Pervez Hoodbhoy                   | Pakistán         |
| 2004      | Jean Audouze                      | Francia          |
| 2005      | Jeter Bertoletti                  | Brasil           |
| 2006-2008 | No se otorgó por cambio en UNESCO | fila             |
| 2009      | Yash Pal                          | India            |
| 2011      | Trinh Xuan Thuan                  | Vietnam          |
| 2011      | Rene Raul Drucker Colin           | México           |
| 2013      | Xiangyi Li                        | China            |
| 2015      | Diego Golombek                    | Argentina        |
| 2017      | Erik Jacquemyn                    | Bélgica          |
| 2019      | Karl Kruszelnicki                 | Hungría          |

## Estadísticas
El premio ha sido otorgado a 66 personas de 22 países, con menos de 8 % a mujeres:
1. Reino Unido - 10 veces
2. EUA - 9 veces
3. Francia - 6 veces
4. URSS (incluida Rusia), Brasil - 5 veces (Rusia ya disuelta la URSS tras 1989 obtuvo un premio)
5. Venezuela, India, México - 4 veces
6. Pakistán, Alemania, Italia y Canadá - 2 veces
7. Argentina, Armenia, Austria, Bangladés, Egipto, Finlandia, Filipinas, Ghana, Nigeria, República Checa, Rumania, Vietnam - 1 vez cada uno